# Poecilopsis lutea
Poecilopsis lutea là một loài bướm đêm trong họ Geometridae.